# Hulsdonk (Roosendaal)
Hulsdonk is een buurtschap in de gemeente Roosendaal in de Nederlandse provincie Noord-Brabant. Het ligt in de bebouwde kom van de stad Roosendaal.
Aan de molenbeek stond tot omstreeks 1960 een watermolen. Deze molen behoorde in 1279 toe aan het klooster Sint Catharinadal in Vroenhout.
Stad: Roosendaal      Dorpen: Heerle · Moerstraten · Nispen · Wouw · Wouwse Plantage

Buurtschappen: Akker · Boeiink · Borteldonk · Brembosch · Bulkenaar · De Rotting · Everland · Haiink · Hazelaar · Heijbeek · Hoevestein · Hollandsdiep · Hulsdonk · Kruisstraat · Nieuwenberg · Oostlaar · Plantage Centrum · Vijfhoek · Vinkenbroek · Visdonk · Vleet · Vroenhout · Wouwse Hil · Zoomvliet

Noord-Brabant: Steden en dorpen      Nederland: Provincies · Gemeenten